# Hirtzbach
Hirtzbach é uma comuna francesa na região administrativa de Grande Leste, no departamento Alto Reno. Estende-se por uma área de 13,94 km². Em 2010 a comuna tinha 1 474 habitantes (densidade: 105,7 hab./km²).